# Millerismo

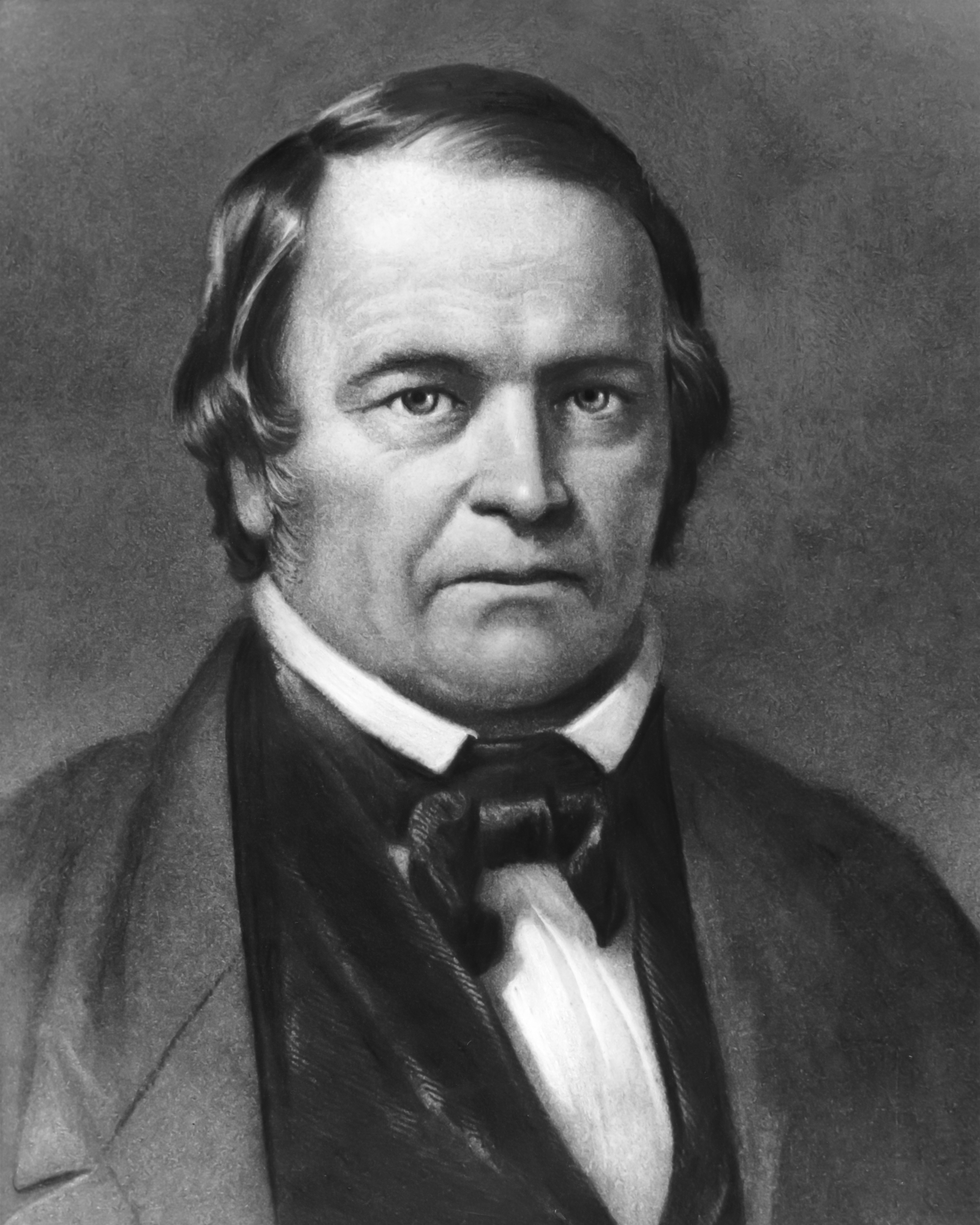
William Miller (1782–1849).

O millerismo foi um movimento social e religioso na primeira metade do século XIX nos Estados Unidos e também compreende um conjunto de ideias derivadas dos ensinamentos de William Miller.

## Histórico
Miller era um fazendeiro, membro e pregador leigo da Igreja Baptista americana. Começando com uma leitura estritamente literal das idades dos povos mencionados nos primeiros capítulos do Gênesis e de datas de outros eventos mencionados na Bíblia, entre eles a purificação do Santuário relatado no livro do profeta Daniel (8:14), Miller acreditou que os cálculos precisos eram possíveis para estabelecer as datas das profecias bíblicas. Miller, juntamente com diversos religiosos das mais diferentes denominações, chegou a conclusão que Cristo Jesus voltaria (grego: parousía, que  significa "vinda", "chegada" ou "presença") à Terra em 22 de Outubro de 1844, ou seja, no "Dia da Expiação" (Yom Kipur) do povo judeu. Durante alguns anos passou a anunciar o Segundo Advento. Cerca de 100 mil pessoas esperaram Cristo nesta data.
Passada a data esperada, houve uma nova análise dos textos bíblicos. Este evento é compreendido pelos adventistas como O Grande Desapontamento. Embora muitos aderentes retornaram às suas tradições, um número de seguidores continuaram a acreditar na exactidão da data de Miller.
O maior grupo fortaleceu sua compreensão profética na breve volta de Jesus e na sua intercessão no Santuário Celeste. Entre estes estava a adolescente Ellen Gould Harmon que, casando-se com Tiago White, ficou Ellen Gould White. Esta por sua vez contribuiu para a formação de um grupo que em 1860, escolheram para si o nome de Adventistas do Sétimo Dia.

## Ramificações
Várias denominações ao redor de todo o mundo tiveram influências desse movimento iniciado por Miller:
- Igreja Adventista do Sétimo Dia
- Igreja Adventista da Promessa
- Igreja Batista do Sétimo Dia
- Igreja de Deus do Sétimo Dia
- Assembleia de Deus do Sétimo Dia
- Assembleia do chamado Eterno
- Assembleia Tempo de Deus
- Congregação Cristã do Sétimo Dia
- Igreja Adventista da Promessa Conservadora
- Igreja Adventista da Reforma
- Igreja Adventista do Sétimo Dia da Completa Reforma
- Igreja Adventista Pentecostal
- Igreja Apostólica de Deus do Sétimo Dia
- Igreja Arca Internacional
- Igreja Batista Evangélica do Sétimo Dia
- Igreja Bíblica Cristã de Deus
- Igreja Bíblica de Deus
- Igreja Cristã Bíblica Adventista
- Igreja Cristã da Família de Deus
- Igreja cristã de Deus
- Igreja Cristã Nova Vida do Sétimo Dia
- Igreja da Comunidade Ahtanum
- Igreja da Verdade Bíblica
- Igreja de Cristo do Sétimo Dia
- Igreja de Jesus Cristo do Sétimo Dia
- Igreja de Jesus Cristo dos Santos dos Últimos Dias Renovada
- Igreja Evangélica Internacional dos Soldados da Cruz de Cristo
- Igreja Filhos da Promessa
- Igreja Holiness Deliverance
- Igreja Liberdade Bíblica
- Igreja Missão Adventista da Promessa
- Igreja Nova Vida de Deus do Sétimo Dia
- Igreja Primícias de Sião
- Ministério Adventista Bereano
- Igreja Mundial de Deus do Sábado.[5]